# باول هوريوتشى
باول هوريوتشى (بالإنجليزية: Paul Horiuchi)‏ هو رسام أمريكي، ولد في 12 أبريل 1906، وتوفي في 29 أغسطس 1999 بسبب مرض آلزهايمر.